# Protanilla jongi
Protanilla jongi  (лат.) — вид мелких муравьёв (Formicidae) рода из подсемейства Leptanillinae. Эндемик Тайваня (Восточная Азия). Видовое название дано в честь энтомолога Dr. Jaw-Jinn Jong (Тайвань).

## Распростаранение
Восточная Азия. Эндемик Тайваня, уезд Наньтоу, Fenghuang Education Area (23°43.763’N, 120°47.313’E), на высоте 840 м.

## Описание
Мелкие муравьи (около 3 мм), желтовато-коричневые. От близких видов отличаются следующими признаками: вентральные поверхности мандибул с одним незаметным зубцом. Передний край абдоминального сегмента IV в дорсальном виде слегка вогнут. Боковая сторона IV брюшного сегмента с глубокой и узкой выемкой между тергитом и стернитом на переднем крае. В профиль постпетиолярный стернит почти прямой, а передний угол образует прямой угол. Постпетиолюс широко прикреплён к брюшному сегменту IV. Нижнечелюстные щупики 4-члениковые. Усики 12-члениковые, усиковые валики отсутствуют, место прикрепления антенн открытое. Жало развито.
- Самка (матка)